# Radioterapia estereotáctica
La radioterapia estereotáctica es un tipo de radioterapia externa que usa un equipo especial para colocar el paciente y precisamente entregar radiación a un tumor. La dosis total de radiación se divide en varias dosis más pequeñas que se administran durante varios días. La radioterapia estereotáctica se usa para tratar tumores cerebrales y otros trastornos cerebrales. También está en estudio para el tratamiento de otros tipos de cáncer, como el cáncer de pulmón. Lo que diferencia a Stereotactic de la radioterapia convencional es la precisión con la que se administra. Hay varios sistemas disponibles, algunos de los cuales utilizan marcos especialmente diseñados que se adhieren físicamente al cráneo del paciente, mientras que las técnicas más nuevas y avanzadas utilizan máscaras termoplásticas y sistemas de imágenes de alta precisión para localizar al paciente. El resultado final es la administración de altas dosis de radiación con una precisión submilimétrica. 
La radioterapia estereotáxica de haz externo, a veces llamada radioterapia estereotáctica corporal (SBRT), se utiliza ahora para tratar el cáncer de pulmón de células pequeñas y los sarcomas que han hecho metástasis en los pulmones. Las dosis altas utilizadas en la SBRT torácica a veces pueden causar efectos adversos que van desde fatiga leve de las costillas y esofagitis transitoria, a eventos fatales como neumonitis o hemorragia. La radioterapia ablativa estereotáctica, administra dosis muy altas de radiación, utilizando varios haces de varias intensidades dirigidos a diferentes ángulos para apuntar con precisión al tumor en los pulmones. Las imágenes tomadas de las tomografías computarizadas y las resonancias magnéticas se utilizan para diseñar un plan de tratamiento personalizado en cuatro dimensiones que determina la intensidad y la posición de cada haz. El objetivo es administrar la dosis más alta posible de radiación para matar el cáncer y minimizar la exposición a órganos sanos. Dado que los sarcomas a menudo hacen metástasis en los pulmones, este tratamiento es una herramienta eficaz para combatir la progresión de la enfermedad.
La radioterapia estereotáctica extracraneal es una forma de radioterapia externa en la que se administra dosis altas de radiación, en pocas fracciones (hipofraccionamiento extremo), a un volumen de tratamiento bien definido que contiene el tumor, utilizando técnicas conformadas para liberar la dosis de una forma muy precisa, con alto gradiente que disminuye la dosis de los tejidos sanos que rodean al volumen tumoral.
Debidos a los avances tecnológicos de finales del siglo XX como las técnicas de imagen, computación, ingeniería y oncología es posible el tratamiento de pequeños tumores con dosis altas de radiación, obteniendo resultados en cuanto a control tumoral similares a la cirugía, sobre todo en pacientes oligometástásicos. La SBRT ofrece a pacientes oncológicos seleccionados controlar más tiempo la enfermedad y los síntomas, con una mejor calidad de vida.

## Sinonimia
- SBRT, de las siglas en inglés Stereotactic Body Radiotherapy, radioterapia estereotáctica del cuerpo. Es el nombre más comúnmente utilizado internacionalmente
- SABR, del inglés Stereotactic ablative radiotherapy, radioterapia estereotáctica ablativa.
- Radioterapia esterotáctica extracraneal
- Radioterapia esterotáctica corporal

## Historia de la SBRT
Los primeros intentos de aplicar tratamientos de SBRT se realizaron con guías estereotáxicas de cuerpo entero iniciada I. Lax. Fue diseñada intentando aplicar la experiencia de la radiocirugía estereotáxica craneal y, por ello, contaba con un marco de coordenadas estereotáxicas y un sistema de compresión abdominal. Esta técnica se ha generalizado con la instalación de aceleradores con sistemas de IGRT.

## Características de la SBRT
- Hipofraccionamiento extremo: Consiste en la administración  de pocas fracciones o sesiones de radiación, entre una y siete sesiones (generalmente entre 1 y 5), con dosis superiores por fracción a 7 Gy, que provoca que las células tumorales mueran en mayor porcentaje que con fraccionamientos convencionales (1,8 - 2 Gy por sesión) y que los mecanismos de reparación celular también son reducidos.[2] Las dosis por fracción mayores de 7 Gy son ablativas por:
  - Mayor efecto citotóxico directo sobre las células tumorales por mayor doble rotura del ADN.
  - Mayor daño sobre el estroma tumoral como la apoptosis de las células endoteliales de la neovascularización tumoral, alterando la membrana endotelial y destruyendo el tejido de soporte de las células tumorales.
  - Efecto inmunomodulador al liberar antígenos las células destruidas que potencia la respuesta inmune antitumoral  y puede destruir las metástasis alejadas de las lesiones irradiadas (efecto asbscopal).
- Tamaño de las lesiones: Los volúmenes de tratamiento deben ser menores de 5 cm para disminuir el efecto dosis volumen, la disminución de la toxicidad al implicar menos tejido sano irradiado.
- Alto gradiente de dosis: Es la conformación de la dosis de radiación al área de tratamiento de tal forma que existe una disminución importante de la misma a los pocos milímetros, consiguiendo preservar órganos adyacentes sensibles a la radiación.